# Halberstädter Straße 188

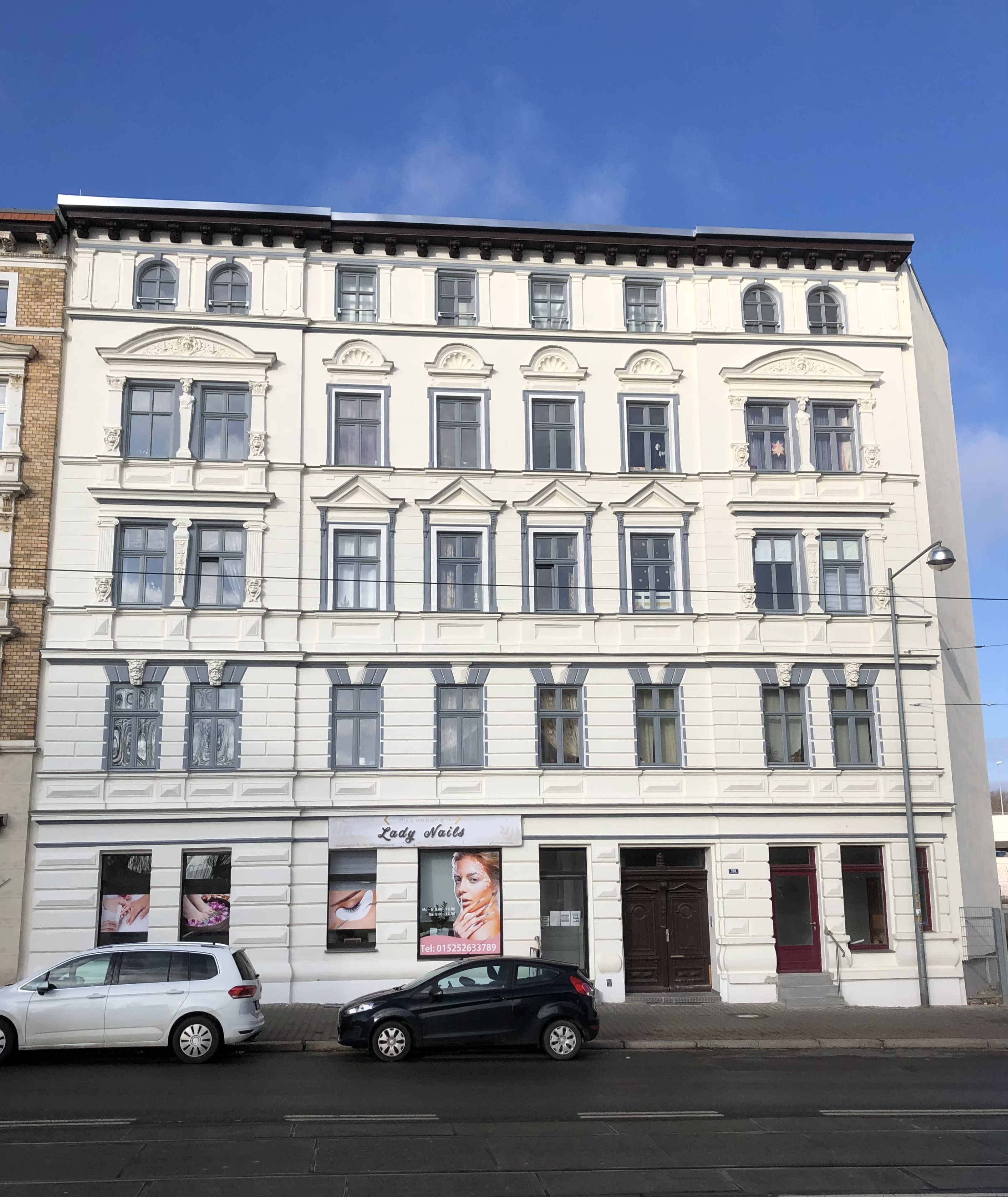
Wohnhaus Halberstädter Straße 188 im Jahr 2021

Das Gebäude Halberstädter Straße 188 ist ein denkmalgeschütztes Wohnhaus in Magdeburg in Sachsen-Anhalt.

## Lage
Es befindet sich auf der Nordseite der Halberstädter Straße im Magdeburger Stadtteil Sudenburg. Südwestlich grenzt das gleichfalls denkmalgeschützte Haus Halberstädter Straße 190 an.

## Architektur und Geschichte
Bevor das heutige Gebäude wohl um 1886 errichtet wurde, befand sich an dieser Stelle ein kleines mit Stube und Kammer versehenes Landhaus.
Das jetzige viereinhalbgeschossige verputzte Gebäude wurde durch den Bauunternehmer Friedrich Schoof erbaut. Die achtachsige Fassade ist repräsentativ im Stil der Neorenaissance gestaltet. Die beiden äußeren Achsen treten jeweils als flache Seitenrisalite hervor. Sowohl am Erd- als auch am ersten und zweiten Obergeschoss findet sich eine Rustizierung. Die Fensterverdachungen sind als Segmentbögen, Dreiecksgiebel und Rundbögen ausgeführt. Außerdem besten Profilköpfe und Pilaster. Der an der Fassade eingesetzte Stuck weist figürliche, ornamentale und florale Motive auf. Bedeckt ist der Bau von ein Flachdach. Es ruht auf einem vorkragenden Traufgesims mit Konsolen.
Gemeinsam mit dem Vordergebäude entstand auch ein Seitenflügel.
Im Haus waren etwa 18 Mietparteien untergebracht. Hinzu kamen gewerbliche Nutzungen im Erdgeschoss. So wurden die Ladengeschäfte länger durch eine Fleischerei und eine Eisdiele genutzt. Im linken Seitenhaus gab es eine Wurstküche, der Keller diente zeitweise als Räucherkammer. Nach längerem Leerstand Anfang des 21. Jahrhunderts wurde das Gebäude saniert. Im Erdgeschoss besteht ein Nagelstudio (Stand 2022).
Im örtlichen Denkmalverzeichnis ist das Wohnhaus unter der Erfassungsnummer 094 76633 als Baudenkmal verzeichnet.
Das Gebäude gilt als Teil des gründerzeitlichen Straßenzugs als städtebaulich bedeutend und ist der südwestlichste Ausläufer der Erweiterung der Stadt Magdeburg in dieser Zeit.